# Гюнер Ахмед
Гюнер Нихат Ахмед е български политик и адвокат от ДПС. Народен представител от Движението за права и свободи в XLVI, XLVII и XLVIII народно събрание. Бил е общински съветник от ДПС в община Дулово.

## Биография
Гюнер Ахмед е роден на 11 май 1979 г. в село Окорш (Силистренско), Народна република България.
На парламентарните избори през 2022 г. е кандидат за народен представител от листата на ДПС, втори в листата за 20 МИР Силистра. Избран е за народен представител.